# Soběšice (Brno)
Soběšice (niem. Obeschitz) – miejska i katastralna części Brna, o powierzchni 606,06 ha. Leży na terenie gminy katastralnej Brno-sever.